# Zetjowo (obwód Burgas)
Zetjowo (bułg. Зетьово) – wieś w południowo-wschodniej Bułgarii, w obwodzie Burgas, w gminie Ajtos. Według danych Narodowego Instytutu Statystycznego, 31 grudnia 2011 roku wieś liczyła 215 mieszkańców.